# Teenage Mutant Milk-Caused Hurdles
«Teenage Mutant Milk-Caused Hurdles» (с англ. — ««Подросток-мутант и неприятности из-за заменителя молока»») — одиннадцатый эпизод двадцать седьмого сезона мультсериала «Симпсоны». Вышел в эфир 10 января 2016 года в США на телеканале FOX.

## Сцена на диване
Сцена на диване сделана аниматором Стивом Каттсом и пародирует фильмы и сериалы 1980-х годов.
Гомер садится на диван, надевает солнцезащитные очки и при помощи скрытого лифта опускается вниз. Далее начинается заставка сериала «LA-Z Rider», стилизованная под видео на VHS. Гомер оказывается копом в Майами 1980-х годов. Он работает вместе со своим напарником диваном, которого использует и как средство передвижения. Напарники сражаются с различными гангстерами, главный из которых — Нед Фландерс.
Сцена на диване отсылает к таким сериалам из той эпохи, как «Полиция Майами» и «Рыцарь дорог», а также современным работам, таким как короткометражный фильм «Кунг Фьюри» и мультсериал «Moonbeam City». В одной из сцен, когда Нед берёт в заложники Сельму, в толпе других персонажей можно увидеть и Дока Брауна и Марти Макфлая из трилогии «Назад в будущее». Весь видеоряд сопровождается композицией «Push It to the Limit» в исполнении Пола Энгеманна из саундтрека к фильму «Лицо со шрамом».

## Сюжет
Садовник Вилли заменяет учителя в классе Барта. Он пытается утихомирить детей, читая им стихи Роберта Бёрнса, а затем играя на волынке. В классе появляется инспектор Чалмерс, который представляет новую учительницу мисс Берреру, сержанта ВВС в отставке. Барт при виде её начинает вести себя странно, как прилежный ученик. Он обращается к Милхаусу, но тот объясняет, что влюбляться в своего учителя — это совершенно нормально, так как ему самому всегда нравилась Эдна Крабаппл.
Тем временем Гомер отправляется в магазин, чтобы купить молоко для семьи. Апу рассказывает, что производители Buzz-колы теперь производят и Buzz-молоко, которое усовершенствовано по сравнению с обычным молоком и его очень любят дети. Гомер, поддавшись рекламе, покупает большое количество упаковок этого нового Buzz-молока. Через некоторое время выясняется, что у Лизы появились прыщи, у Барта начали расти усы, а у Мэгги теперь большие сросшиеся брови. Гомер отправляется учить Барта бриться, а Мардж пытается помочь Лизе при помощи косметики.
В школе у Барта появляется соперник в лице директора Скиннера, который начинает оказывать знаки внимания мисс Беррере. Барт видя, что проигрывает в этой схватке, пытается всячески ему помешать. Лиза же, поскольку теперь использует макияж, становится очень популярной в школе. Её даже приглашают на вечеринку для третьеклассников. Эта вечеринка проходит под открытым небом и внезапно там начинают собираться тучи. Пока дождь не смыл всю её косметику, Лиза решает заранее признаться всем, что у неё проблемы с кожей. Однако, когда она стирает макияж, оказывается, что у неё нормальная кожа — плохое молоко вышло. Она сообщает Барту, что всё дело было в гормонах из молока и советует оставить Скиннера в покое и не мешать его счастью. Тем не менее Беррера уходит от директора после знакомства с его матерью. Вечером Скиннер, Барт и Милхаус отправляются за школу жарить зефиры…

## Приём
Серия имеет телевизионный рейтинг 3.6, в вечер премьеры её посмотрело в общей сложности около 8.33 млн человек, что делает её самым популярным шоу на телеканале FOX в тот вечер.
Деннис Перкинс с сайта The A.V. Club в своей рецензии поставил эпизоду B, заметив, что серия оказалась удивительно милой и забавной.